# Lamprospilus
Lamprospilus is een geslacht van vlinders van de familie Lycaenidae, uit de onderfamilie Theclinae.

## Soorten
- L. albolineatus (Lathy, 1936)
- L. arza (Hewitson, 1874)
- L. aunus (Cramer, 1775)
- L. azaria (Hewitson, 1867)
- L. badaca (Hewitson, 1868)
- L. calatia (Hewitson, 1873)
- L. canacha (Hewitson, 1877)
- L. clarissa (Draudt, 1920)
- L. coelicolor (Butler & Druce, 1872)
- L. collucia (Schaus, 1913)
- L. decorata Lathy, 1926
- L. draudti Lathy, 1932
- L. genius Geyer, 1832
- L. japola (Jones, 1912)
- L. lanckena (Schaus, 1902)
- L. netesca (Draudt, 1920)
- L. nicetus (Felder & Felder, 1865)
- L. nubilum (Druce, 1907)
- L. orcidia (Hewitson, 1874)
- L. paralus (Godman & Salvin, 1887)
- L. picentia (Hewitson, 1868)
- L. sethon (Godman & Salvin, 1887)
- L. taminella (Schaus, 1902)
- L. tarpa (Godman & Salvin, 1887)